# Berberis huanucensis
Berberis huanucensis là một loài thực vật có hoa trong họ Hoàng mộc. Loài này được (C.K.Schneid.) J.F.Macbr. mô tả khoa học đầu tiên năm 1938.